# Čirjú
Čirjú (japonsky 知立市) je město v prefektuře Aiči na ostrově Honšú v Japonsku. K roku 2018 mělo bezmála dvaasedmdesát tisíc obyvatel.

## Poloha a doprava
Čirjú leží jihovýchodně od Nagoji a západně od Okazaki.
Čirjú je železničním uzlem. Kříží se zde trať z Tojohaši do Gifu s tratí z Hekinanu do Tojoty.

## Dějiny
Během období Edo zde byla stanice (šukuba) na silnici Tókaidó spojující Edo a Kjóto. Ze správního hlediska vzniklo město Čirjú 1. prosince 1970.